# Plaćanje parkiranja putem mobitela
Plaćanje parkiranja putem mobitela (engl. Pay-by-phone parking) oblik je naplate parkiranja putem mobitela, mobilne aplikacije ili računala, kao zamjena za plaćanje u gotovini putem uređaja za naplatu parkiranja. 
Plaćanje parkiranja putem SMS-a osmislili su hrvatski izumitelji unutar Vipneta, koji su sustav naplate predstavili u Zagrebu 2001. godine pod nazivom M-parking. U prve tri godine, M-parking je imao 130.000 redovitih korisnika s područja Europe kao najveći operater takve vrste u svijetu. Ubrzo su sustav naplate prihvatili brojni europski i svjetski gradovi, pa se 2008. ovim sustavom koristilo 38 milijuna ljudi diljem svijeta.